# PhpBB
phpBB je programska podrška za izradu i pokretanje foruma napisan u PHP skriptnom jeziku. Naziv "phpBB" je u stvari kratica za PHP Bulletin Board. Dostupan je pod GNU licencijom, otvorenog koda i potpuno je besplatan za upotrebu. 
Značajke phpBB-a korištenja i pokretanja uključuju PostgreSQL, SQLite, MySQL, Oracle Database, Microsoft SQL Server.

## Povijest
phpBB je 17. lipnja 2000. godine pokrenuo James Atkinson kao jednostavan UBB forum na svojim web stranicama. Nathan Codding i John Abela pridružuju se razvojnom timu te sam rad na inačici 1.0.0 nakon seljenja na SourceForge.net počinje. Inačica phpBB 1.0.0 objavljuje se 16. prosinca 2000. godine.
U veljači 2001. godine, kada ambicije razvojnog tima prerastaju verziju 1.0.0 počinje razvoj verzije phpBB 2.0.x.

## phpBB2
Inačica phpBB2 bila je inačica na koju se oslanja današnja phpBB3 programska podrška razvijena tijekom 2001-2002. godine

## Budući razvoj
Dana 10. lipnja 2009. phpBB-ov razvojni tim otkriva kako će se sljedeća inačica bazirati na nečem novom na alatu 3.0., koji će pružati nove nebrojene mogućnosti, a 25. kolovoza 2012. godine phpBB pušta u opticaj potpuno novu najnoviju stabilnu inačicu: phpBB3 3.0.11
Razvojni phpBB tim je počeo raditi na inačici phpBB 3.1, nekad (Prije 29. srpnja 2009.) phpBB 3.2., koja je završena i puštena prvi puta javnosti na korištenje 28. listopada 2014. godine. Uz pomoć brojnih volontera stvorena je do sada najbolja i najmodernija verzija phpBB-a nazvana još 3,1 Ascraeus!  
3,1 Ascraeus ima mnoga poboljšanja koja se odnose podjednako za korisnike, administratore ali i programere.  Njegova nova tema phpBB pribižava modernim mobilnom svijetu, a poboljšana je i integracija phpBB-a u društvenim mrežama. Novi sustav phpBB obavijesti olakšava vam da budete stalno obavješteni o svemu što se događa. Uz sve to phpBB 3.1 Ascraeus u internom sustavu omogućuje laku prilagodbu i proširenje funkcionalnosti vašeg phpBb foruma bez mijenjanja osnovnog izvornog koda.

## MODovi
MODovi su izmjene i/ili dopune samog izvornog kȏda koje se često koriste za proširenje funkcionalnosti ili izmjenu prikaza samog phpBB-a.  Izmjene ovakve vrste nisu rezultat rada razvojnog phpBB tima već su rezultat rada i razvoja forumskih moderatora.

## ModX
ModX je XML - temeljen je na razvoju radne skupine phpBB-a, a koji se koristi kao takav za opisivanje koraka potrebnih za izmjenu samog izvornog koda web aplikacije kako bi se mogle napraviti vlastite izmjene.

## AutoMOD
AutoMOD je alat razvila je radna skupina phpBB-a koji analizira i automatski instalira phpBB3 MOD-ove izrađene u ModX formatu. Korisnici samo moraju prenijeti preuzeti sadržaj MOD-a u svoj phpBB direktorij te nakon toga pokrenuti AutoMOD instalaciju, koja će analizirati upute i napraviti potrebne izmjene svih datoteka.

## Sigurnost
CAPTCHA sistem koji se koristio u inačici phpBB2 na automatizirane registracije se pokazao prilično ranjivim pa su brojni phpBB forumi bili zatrpani spamspam porukama. Nakon izlaska phpBB3 korisnicima su dostupne brojne anti-spam opcije uključujući potpuno novi sigurniji CAPTCHA sustav pa su problemi s time riješeni. Osim toga razvojni phpBB tim svakodnevno u komunikaciji sa samim radi na poboljšanju i tog dijela foruma.

## phpBB zajednica
phpBBima poput svih sličnih softvera ima svoju zajednicu korisnika koji svakodnevno pridonose cjelokupnm razvoju samog phpBB projekta, bilo da se radi o prijedlozima za poboljšanje ili oko MOD-ova ili pak vezano uz samu izradu dizajna odnosno stilstila foruma.
U nastojanju da pomogne samoj komunikaciji između članova tima i članova zajednice, 12. listopada 2008 NeoThermic kreira na phpbb.com novi pristup "phpBB Events and Meetings".

## Jezični paketi
phpBB je zahvaljujući velikoj phpBB zajednici do sada lokaliziran na ukupno 54 jezika i jezičnih varijacija o kojima svakodnevno volonterski brine cijeli tim prevoditelja.
Hrvatske jezične pakete prevodi i održava Ančica Sečan i moguće ih je preuzeti sa: "TI" i "VI".

## Najveći forumi koje pokreće phpBB softver
```
Najveći forumi pokrenuti s phpBB-om (po broju postova):
```

1. Gaia Online
2. JLA Forums
3. Jogos
4. Bokt.nl
5. Rus-Chat